# RTCN Kraków Chorągwica
RTCN Kraków / Chorągwica – Radiowo-Telewizyjne Centrum Nadawcze dla Krakowa i okolic zlokalizowane we wsi Mietniów w pobliżu Wieliczki.
Maszt ten jest najwyższym obiektem budowlanym na terenie województwa małopolskiego.
Zasięg obiektu nadawczego obejmuje większość województwa małopolskiego, wschodnią część województwa śląskiego oraz południową część województwa świętokrzyskiego.

## Historia
Plany budowy telewizyjnego ośrodka nadawczego w Krakowie sięgają lat pięćdziesiątych XX stulecia. Prace rozpoczęły się w drugiej połowie 1961 roku. Według planów miały trwać 30 miesięcy, jednak w wyniku nacisku opinii publicznej udało się je ukończyć po 14 miesiącach. Montaż mierzącego 286 metrów masztu zajął Mostostalowi Zabrze nieco ponad trzy miesiące – od 7 czerwca do 15 września 1962 roku. Początkowo odbywał się za pomocą dźwigu, a po osiągnięciu 40 metrów za pomocą tzw. dźwigu pełzającego. Za budowę całego obiektu odpowiadało Krakowskie Przedsiębiorstwo Budowy Elektrowni i Przemysłu.
Oficjalne otwarcie ośrodka nastąpiło 22 grudnia 1962 roku o godzinie 12:00. Blisko rok później – 25 października 1963 roku – miała miejsce pierwsza emisja radiowa z obiektu. Łączny koszt budowy to blisko 50 milionów złotych.
W roku 1989 Chorągwica jako pierwsza telewizyjna stacja nadawcza w Polsce rozpoczęła retransmisję zachodniego programu telewizyjnego – był to włoski publiczny kanał Rai Uno, zaś w roku 1990 podjęła emisję pierwszego polskiego komercyjnego programu radiowego – Radia Małopolska Fun. Do dziś, w pobliżu masztu stoi antena satelitarna, która służyła do retransmitowania programu francuskiego radia Fun na antenie RMF.

## Parametry[4]
- Wysokość posadowienia podpory anteny: 420 m n.p.m.
- Wysokość zawieszenia systemów antenowych: radio: 199, 203; TV: 50, 95, 239, 275 m n.p.t.

## Transmitowane programy

### Programy radiowe
| LP | Program                   | Właściciel                                                           | Częstotliwość | Moc nadajnika | Kierunkowość | Polaryzacja |
| -- | ------------------------- | -------------------------------------------------------------------- | ------------- | ------------- | ------------ | ----------- |
| 1  | Polskie Radio Program I   | Polskie Radio S.A.                                                   | 89,4 MHz      | 60 kW         | Dookólnie    | Pozioma     |
| 2  | RMF FM                    | Radio Muzyka Fakty Sp. z o.o.                                        | 96,0 MHz      | 60 kW         | Kierunkowo   | Pozioma     |
| 3  | Polskie Radio Program III | Polskie Radio S.A.                                                   | 99,4 MHz      | 60 kW         | Dookólnie    | Pozioma     |
| 4  | Radio Kraków              | Polskie Radio - Regionalna Rozgłośnia w Krakowie "Radio Kraków" S.A. | 101,6 MHz     | 60 kW         | Dookólnie    | Pozioma     |
| 5  | Radio Zet                 | Radio Zet Sp. z o.o.                                                 | 104,1 MHz     | 60 kW         | Dookólnie    | Pozioma     |
| 6  | Radio Plus Kraków         | Archidiecezja Krakowska                                              | 106,1 MHz     | 10 kW         | Dookólnie    | Pozioma     |

### Programy radiowe – cyfrowe
| Skład multipleksu | Częstotliwość | Kanał | Moc nadajnika | Polaryzacja | Kierunkowość | Kompresja      |
| --- | ------------- | ----- | ------------- | ----------- | ------------ | -------------- |
| DAB+ - Polskie Radio Program I - Polskie Radio Program II - Polskie Radio Program III - Czwórka - Polskie Radio Dzieciom - Radio Poland - Program IV Polskie Radio 24 - Polskie Radio Chopin - Radio Kraków - OFF Radio Kraków - Polskie Radio Kierowców | 218,640 MHz   | 11B   | 10 kW         | pionowa     | kierunkowa   | AAC/AAC+/AAC++ |

### Programy telewizyjne – cyfrowe
3 czerwca 2020 w ramach uwalniania częstotliwości telewizyjnych w górnym paśmie UHF pod internet bezprzewodowy, nastąpiło przełączenie MUX-3 z częstotliwości 706 MHz (kanał 50), na docelową częstotliwość 482 MHz (kanał 22). Moce nadajników pozostały bez zmian.
| Nazwa multipleksu | Częstotliwość (MHz) | Kanał | Moc (kW) | Polaryzacja | Charakterystyka promieniowania | Standard nadawania | Kompresja | Data uruchomienia nadajnika |
| ----------------- | ------------------- | ----- | -------- | ----------- | ------------------------------ | ------------------ | --------- | --------------------------- |
| MUX 1             | 650 MHz             | 43    | 100 kW   | pozioma (H) | dookólna (ND)                  | DVB-T2             | HEVC      | 30 kwietnia 2012            |
| MUX 2             | 490 MHz             | 23    | 100 kW   | pozioma (H) | dookólna (ND)                  | DVB-T2             | HEVC      | 21 lipca 2011               |
| MUX 3 (Kraków)    | 482 MHz             | 22    | 130 kW   | pozioma (H) | dookólna (ND)                  | DVB-T2             | HEVC      | 11 października 2011        |
| MUX 4             | 474 MHz             | 21    | 100 kW   | pozioma (H) | dookólna (ND)                  | DVB-T2             | HEVC      | 30 czerwca 2021             |
| MUX 6             | 506 MHz             | 25    | 100 kW   | pozioma (H) | dookólna (ND)                  | DVB-T2             | HEVC      | 3 września 2020             |
| MUX 8             | 191,5 MHz           | 7     | 10 kW    | pionowa (V) | kierunkowa (D)                 | DVB-T              | MPEG-4    | 1 sierpnia 2016             |

## Nienadawane programy telewizyjne

### Wyłączone programy telewizyjne – cyfrowe
Programy naziemnej telewizji cyfrowej wyłączone 23 maja 2022 r.
| Skład multipleksu | Częstotliwość | Kanał | Moc nadajnika | Polaryzacja | Kompresja |
| ----------------- | ------------- | ----- | ------------- | ----------- | --------- |
| MUX 3 (Kielce)    | 682 MHz       | 47    | 35 kW         | pozioma     | MPEG-4    |

### Wyłączone programy telewizyjne – analogowe
Programy telewizji analogowej wyłączone 20 maja 2013 r.
| LP | Program               | Właściciel                               | Częstotliwość | Kanał | Moc nadajnika | Kierunkowość | Polaryzacja |
| -- | --------------------- | ---------------------------------------- | ------------- | ----- | ------------- | ------------ | ----------- |
| 1  | TVP1                  | Telewizja Polska S.A.                    | 207,25 MHz    | 10    | 200 kW        | Dookólnie    | Pozioma     |
| 2  | TV Puls               | Telewizja PULS Sp. z o.o.                | 519,25 MHz    | 27    | 50 kW         | Kierunkowo   | Pozioma     |
| 3  | TVN                   | TVN S.A.                                 | 543,25 MHz    | 30    | 10 kW         | Kierunkowo   | Pozioma     |
| 4  | TVP2                  | Telewizja Polska S.A.                    | 567,25 MHz    | 33    | 300 kW        | Dookólnie    | Pozioma     |
| 5  | TV4                   | Polskie Media S.A.                       | 583,25 MHz    | 35    | 20 kW         | Kierunkowo   | Pozioma     |
| 6  | TVP Info / TVP Kraków | Telewizja Polska S.A. Oddział w Krakowie | 703,25 MHz    | 50    | 500 kW        | Dookólnie    | Pozioma     |
| 7  | Polsat                | Telewizja Polsat Sp. z o.o.              | 727,25 MHz    | 53    | 200 kW        | Dookólnie    | Pozioma     |